# Portoferraio
Portoferraio (italiensk udtale: [ˌpɔrtoferˈraːjo]) er en by og kommune i provinsen Livorno, i udkanten af den navnkundige havn på øen Elba. Det er øens største by. På grund af terrænet ligger mange af byens bygninger på skråningerne af en lille bakke, der på tre sider er afgrænset af havet.

## Historie
Den blev grundlagt af Cosimo I de' Medici, storhertug af Toscana, i 1548 med navnet Cosmopoli ("Cosimos by"), for at opveje den spanske citadel i Porto Azzurro. Den havde tre forter (Forte Stella, Forte Falcone og Forte Inglese) og en massiv murlinje, som alle stadig er synlige i dag.
Byen forblev knyttet til Storhertugdømmet Toscana indtil slutningen af det 18. århundrede, hvor den på grund af sin strategiske beliggenhed kom i strid med Frankrig, Storbritannien og Østrig. En britisk garnison modstod belejringen af Porto Ferrajo i 1801, men ved Amiens-traktaten i 1802 overgik byen til Frankrig. I 1814 blev den overdraget til Napoleon Bonaparte som hjemsted for hans første eksil. I det 19. århundrede voksede byen hurtigt på grund af opførelsen af infrastrukturer og udnyttelsen af nye jernværker i Rio Marina. Portoferraio blev derefter den vigtigste skibshavn for malmen til fastlandet, deraf det nuværende navn, der betyder "jernhavn" på italiensk. Efter Napoleonstidens afslutning vendte Portoferraio tilbage til Toscana og blev en del af Kongeriget Italien i 1860. Her blev røveren Carmine Crocco fængslet indtil sin død for sin revolution mod Victor Emanuel 2. af Italien og anarkisten Giovanni Passannante, der forsøgte at dræbe kong Umberto 1. af Italien.
Under Anden Verdenskrig blev Portoferraio skueplads for kampe, da Elba blev besat af de tyske styrker. I slutningen af juni 1944 befriede en allieret styrke, hovedsageligt bestående af Frie Franske tropper øen, i en kamp, der varede to dage. Portoferraio blev indtaget af de franske tropper den 18. juni, men blev beskadiget af kampene og de bombeangreb, der gik forud for invasionen.
Portoferraios økonomi led under afslutningen af mineaktiviteterne fra 1970'erne, men i de følgende årtier fik øen status som en internationalt kendt badedestination.

## Vigtigste seværdigheder
Byens centrum er tætbebygget omkring den lille marina, der ligger i en naturlig bugt.
De vigtigste seværdigheder er bl.a.:
- Forte Stella
- Forte Falcone
- Forte Inglese
- Arkæologisk museum
- Napoleons hus

## Portoferraio fyrtårn
Fyrtårnet står på den nordlige vold af Forte Stella bygget i 1548 af Cosimo I de' Medici. Det blev bygget af Leopold 2. Storhertug af Toscana i 1788; stentårnet er 25 meter højt og har en dobbelt balkon og lanterne. Fyret er fuldt automatiseret, drives af Marina Militare og er identificeret med kodenummer 2072 E.F.; lanternen er 63 meter over havet og udsender et gruppe af tre hvide lynglimt i en 14-sekunders periode, der er synligt op til 16 sømil (ca. 30 km). På samme tårn er der et yderligere fyr, der er identificeret med nummeret 2072.2.E.F., som udsender et rødt fast lys i 60 meter over havets overflade.